# Бербель Бас
Бе́рбель Бас (нім. Bärbel Bas; нар. 3 травня 1968, Дуйсбург, Західна Німеччина (нині Німеччина)) — німецька політична діячка, член Соціал-демократичної партії Німеччини. Президент Бундестагу з 26 жовтня 2021 року по 25 березня 2025 року. Член Бундестагу з 2009 року. Заступниця лідера парламентської групи СДПН з 2019 до 2021 року.

## Біографія
Народилась у районі Вальсум міста Дуйсбург. У родині, окрім неї, було ще п'ятеро дітей. 1984 року здобула атестат середньої школи.
Протягом року навчалась у технічному професійному училищі. Почала практику на посаді офісного помічника в Duisburger Verkehrsgesellschaft (DVG), де працювала з 1987 до 2001 року службовицею, після цього перейшла на медичне страхування у цій же компанії. З 1986 до 1988 року була представником молоді та стажерів у DVG, а з 1988 до 1998 року — членом робочої ради та представником працівників у наглядовій раді DVG.
З 1994 до 1997 року проходила професійну підготовку на посаду спеціаліста із соціального забезпечення. У 2000—2002 роках підвищувала кваліфікацію на посаду адміністратора медичного страхування, здобула диплом інструктора 2003 року. З 2002 до 2006 року була заступницею директора постачальника медичного страхування EVS. З 2007 до 2009 року очолювала відділ кадрів у фонді медичного страхування BKK futur. 2005 року розпочала відвідувати вечірні заняття в Академії управління та бізнесу (VWA), здобувши ступінь з управління персоналом 2007 року.

## Політична кар'єра
У жовтні 1988 року вступила до лав СДПН. За рік стала членом підрайонного правління Jusos у Дуйсбурзі, а з 1990 до 1998 року його очолювала. Після цього була членом підрайонного правління СДПН у Дуйсбурзі, з 2006 до 2018 року була заступницею його голови.
З 1994 до 2002 року була членом міської ради Дуйсбурга, де займалась переважно молодіжною та медичною політикою.
З 2004 до 2018 року була членом регіональної ради Нижнього Рейну. З 2010 до 2021 року була головою партійної ради СДПН у Північному Рейні-Вестфалії.

### Член Бундестагу (2009—нині)
На федеральних виборах 2009 року її обрали членом Бундестагу, переобралась на наступних виборах 2013 року. Член Комітету охорони здоров'я у 2009—2013 і 2016—2019 роках. З 2013 до 2019 року була парламентським директором парламентської групи СДПН. Заступниця лідера парламентської групи СДПН Рольфа Мютценіха з 2019 до 2021 року.
Належить до лівого партійного крила СДПН, так званих парламентських лівих.

### Президент Бундестагу (2021—нині)
26 жовтня 2021 року обрана Президентом Бундестагу; стала третьою жінкою на цій посаді. За це рішення проголосували 576 депутатів, проти — 90, 58 утримались.

## Нагороди
- Орден князя Ярослава Мудрого II ст. (Україна, 21 жовтня 2022) — за значні особисті заслуги у зміцненні міждержавного співробітництва, підтримку державного суверенітету та територіальної цілісності України, вагомий внесок у популяризацію Української держави у світі[11]

## Приватне життя
Була у стосунках із керівним директором СДПН у Дуйсбурзі Зігфрідом Амброзіусом (1941—2020) протягом 15 років, із них 5 — у шлюбі. Дітей не має.